# Vida Social Femenina
Vida Social Femenina fue una publicación mensual del Instituto de la Mujer que Trabaja, editada entre 1919 y 1937 en Barcelona.
La publicación nace en 1919, bajo el título Vida Femenina, con periodicidad mensual y textos en castellano y  la intención de informar a las asociadas del estado y marcha de las distintas secciones que constituían el instituto.Cada número se componía habitualmente de 8 a 12 páginas, compuestas a una o dos columnas e ilustradas con fotografías, grabados y dibujos, en ocasiones tomadas por los propios empleados de La Caixa. Con el tiempo, el catalán se fue haciendo un hueco en la publicación, que alternaba textos en este idioma con otros en castellano.
En 1928, cambia su nombre a Vida Social Femenina, y pasa a depender del  Instituto de la Mujer que Trabaja, actualmente integrado en la Fundación "La Caixa". Como filial de este Instituto, cuya intención era "la protección económica, social y moral de las mujeres trabajadoras", su línea editorial era mayormente conservadora, defendiendo un "sin estridencias ni reclamaciones exageradas" que asumía el matrimonio como destino final de la mujery se oponía a la Revolución Rusa, que había tenido lugar meses antes de su lanzamiento.
En 1936, se fusiona con Vida Feminista Balear, ampliando su número paginado hasta las 16,mejorando la portada e incluyendo algo de publicidad.Poco después, con la incorporación del Instituto a la Generalitat, la revista se vuelve algo más laica, aunque respetando la libertad de conciencia religiosa de sus asociadas, y manteniendo la financiación de CaixaBank.A partir de entonces, y hasta su cierre, el único idioma de trabajo fue el catalán.
Entre sus firmas habituales, aparecen numerosas feministas de la época, como Francesca Bonnemaison (que llegó a ser su editora), Rosa Sensat y Lola Anglada, además de María L. Sagredo, Dolors M. de Macia, Manuel Ribot i Torres, Luisa Marta o el dibujante Ricardo Opisso i Sala.